# Бар сир Об
Бар сир Об (фр. Bar-sur-Aube) је насељено место у Француској у региону Шампања-Ардени, у департману Об.
По подацима из 2011. године у општини је живело 5214 становника, а густина насељености је износила 320,47 становника/km².

## Демографија
| 1962. | 1968. | 1975. | 1982. | 1990. | 2011. |
| ----- | ----- | ----- | ----- | ----- | ----- |
| 4.801 | 6.008 | 7.265 | 6.943 | 6.707 | 5.214 |